# Tavel (Gard)
Pour les articles homonymes, voir Tavel.
Tavel est une commune française située dans l'est du département du Gard en région Occitanie.
Exposée à un climat méditerranéen, elle est drainée par divers petits cours d'eau.
Tavel est une commune rurale qui compte 2 032 habitants en 2022, après avoir connu une forte hausse de la population depuis 1962.  Elle fait partie de l'aire d'attraction d'Avignon. Ses habitants sont appelés les Tavelois ou  Taveloises.
Le patrimoine architectural de la commune comprend un immeuble protégé au titre des monuments historiques : la cave coopérative de Tavel (Œuvre d'Henri Floutier (1896-1973), inscrite en 2013.
Tavel donne son nom à l'AOC viticole, connue bien au-delà des frontières françaises.

## Géographie

### Localisation
La ville est située à environ 48 km au nord-est de Nîmes, 15 km au nord-ouest d'Avignon, 25 km au sud-est de Bagnols-sur-Cèze et 21 km au sud-ouest d'Orange.

### Communes limitrophes
Tavel est limitrophe de 5 autres communes, toutes situées dans le département du Gard.
| Saint-Victor-la-Coste | Lirac             | Roquemaure |
| Rochefort-du-Gard     | Tavel             | Pujaut     |
| Rochefort-du-Gard     | Rochefort-du-Gard | Pujaut     |

### Orographie
L'orographie de Tavel est tributaire du massif des garrigues du Gard. Celui-ci s'étend sur 20 kilomètres entre Uzès et Tavel pour une dizaine de kilomètres de largeur. Son altitude varie autour de 250 mètres d'altitude, dominant la plaine de 150 mètres.
Ce massif date de 110 millions d'années avant notre ère. Il s'est formé à la fin de l'ère secondaire, au cours de la période du Crétacé. La zone était couverte par une mer chaude où se forma une immense barrière de corail qui forme aujourd'hui les collines calcaires de Tavel et Lirac. La pierre de Tavel est extraite de ce calcaire dur contenant des fossiles d'ammonites (la carrière d'extraction se situe sur la route de Lirac, dans une dépression calcaire dominée au nord par le plateau calcaire de la Montagne et au sud par le plateau calcaire de la forêt de Tavel-Rochefort).
Tavel a longtemps été un lieu d'exploitation de phosphate à destination de l'agriculture, comme en témoignait A. Muntz en 1892 :

« On rencontre encore les phosphates naturels sous la forme de phosphorites, consistant en masses mamelonnées de couches concentriques et qui font l’objet d’exploitations importantes dans les départemens du Tarn-et-Garonne, du Lot, de l’Aveyron, du Gard ; elles sont de richesse variable, atteignant parfois la proportion élevée de 35 pour 100 d’acide phosphorique ; elles sont alors de préférence employées pour la production des superphosphates ; les minerais qu’on emploie à l’état naturel ne contiennent ordinairement que 15 à 20 pour 100 d’acide phosphorique. 
L’exploitation des phosphates du Gard a été menée très activement à Lirac et à Tavel (étage néocomien) ; ces gisemens, à minerais riches, sont bien placés pour alimenter l’agriculture du Midi »

.

### Géologie
Le terroir viticole de Tavel est composé de quatre zones distinctes. Une zone alluvionnaire générée par le Rhône qui se retrouve sur les coteaux des AOC Lirac et Tavel sous la forme d'alluvions anciennes recouvrant les basses et moyennes terrasses. Une zone sableuse datant du pliocène moyen, dont les sables se retrouvent entre Tavel et Roquemaure. Une zone de calcaires argileux déposés au cours du Barrémien inférieur qui forment le massif de Villeneuve les Avignon, Les Angles et Tavel. Enfin une zone de calcaire du Barrémien supérieur à faciès urgonien qui compose le massif de Tavel-Rochefort du Gard. Ce sont essentiellement des calcaires cristallins (argileux et récifaux) et des calcaires graveleux (calcaires détritiques).

### Climat
Pour des articles plus généraux, voir Climat de l'Occitanie et Climat du Gard.
En 2010, le climat de la commune est de type climat méditerranéen franc, selon une étude s'appuyant sur une série de données couvrant la période 1971-2000. En 2020, Météo-France publie une typologie des climats de la France métropolitaine dans laquelle la commune est exposée à un climat méditerranéen et est dans la région climatique Provence, Languedoc-Roussillon, caractérisée par une pluviométrie faible en été, un très bon ensoleillement (2 600 h/an), un été chaud (21,5 °C), un air très sec en été, sec en toutes saisons, des vents forts (fréquence de 40 à 50 % de vents > 5 m/s) et peu de brouillards.
Pour la période 1971-2000, la température annuelle moyenne est de 13,5 °C, avec une amplitude thermique annuelle de 17,3 °C. Le cumul annuel moyen de précipitations est de 751 mm, avec 6 jours de précipitations en janvier et 3 jours en juillet. Pour la période 1991-2020, la température moyenne annuelle observée sur la station météorologique la plus proche, située sur la commune de Pujaut à 6 km à vol d'oiseau, est de 14,6 °C et le cumul annuel moyen de précipitations est de 672,8 mm,. Pour l'avenir, les paramètres climatiques de la commune estimés pour 2050 selon différents scénarios d'émission de gaz à effet de serre sont consultables sur un site dédié publié par Météo-France en novembre 2022.

### Milieux naturels et biodiversité
Aucun espace naturel présentant un intérêt patrimonial n'est recensé sur la commune dans l'inventaire national du patrimoine naturel,,.

## Urbanisme

### Typologie
Au 1er janvier 2024, Tavel est catégorisée bourg rural, selon la nouvelle grille communale de densité à sept niveaux définie par l'Insee en 2022.
Elle est située hors unité urbaine. Par ailleurs la commune fait partie de l'aire d'attraction d'Avignon, dont elle est une commune de la couronne,. Cette aire, qui regroupe 48 communes, est catégorisée dans les aires de 200 000 à moins de 700 000 habitants,.

### Occupation des sols
L'occupation des sols de la commune, telle qu'elle ressort de la base de données européenne d’occupation biophysique des sols Corine Land Cover (CLC), est marquée par l'importance des territoires agricoles (61 % en 2018), une proportion sensiblement équivalente à celle de 1990 (61,3 %). La répartition détaillée en 2018 est la suivante : 
cultures permanentes (57,6 %), forêts (27,4 %), zones urbanisées (5,5 %), zones agricoles hétérogènes (3,4 %), zones industrielles ou commerciales et réseaux de communication (3,3 %), milieux à végétation arbustive et/ou herbacée (1,6 %), mines, décharges et chantiers (1,1 %). L'évolution de l'occupation des sols de la commune et de ses infrastructures peut être observée sur les différentes représentations cartographiques du territoire : la carte de Cassini (XVIIIe siècle), la carte d'état-major (1820-1866) et les cartes ou photos aériennes de l'IGN pour la période actuelle (1950 à aujourd'hui).

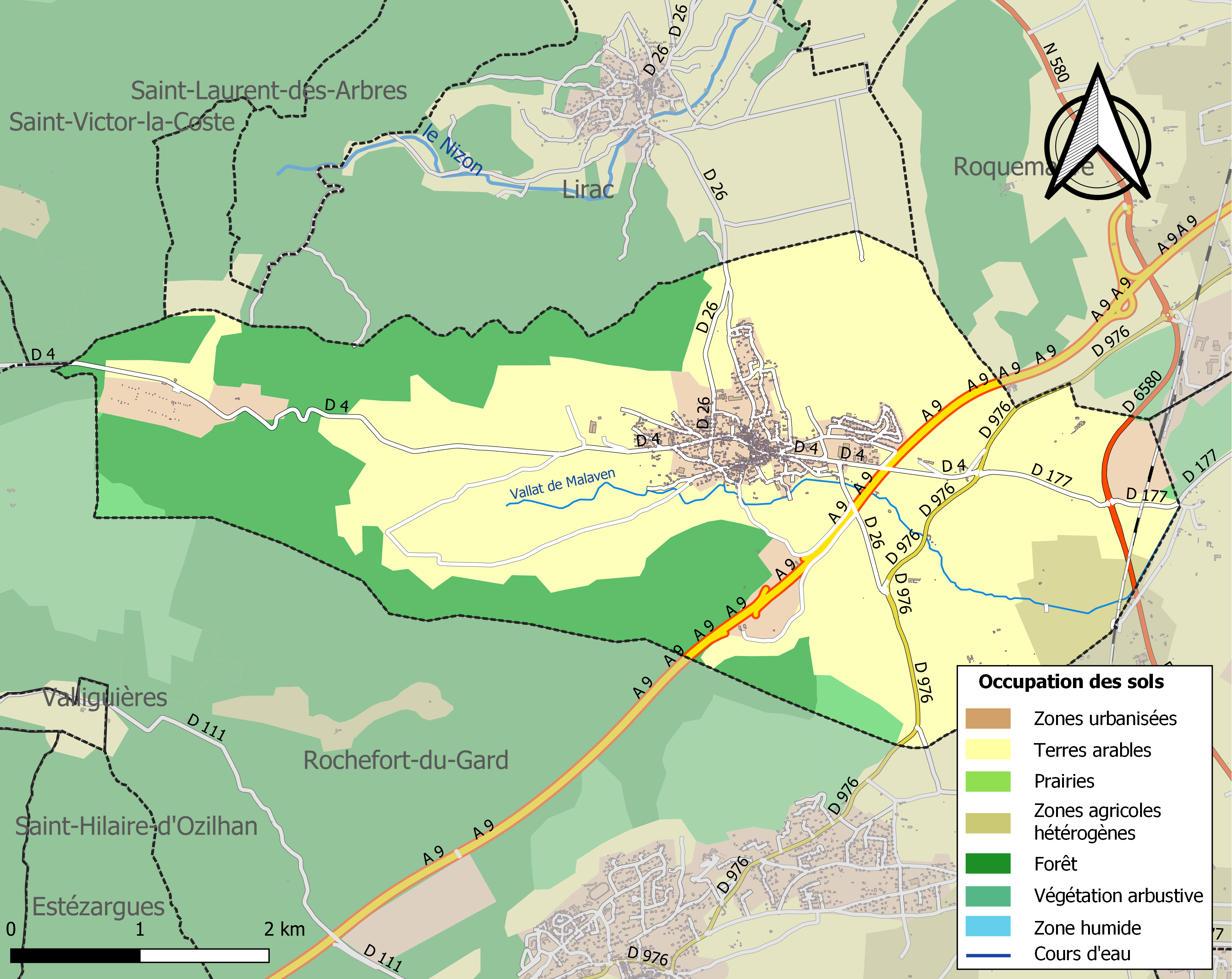
Carte des infrastructures et de l'occupation des sols de la commune en 2018 (CLC).

### Risques majeurs
Le territoire de la commune de Tavel est vulnérable à différents aléas naturels : météorologiques (tempête, orage, neige, grand froid, canicule ou sécheresse), inondations, feux de forêts, mouvements de terrains et séisme (sismicité modérée). Il est également exposé à un risque technologique,  le transport de matières dangereuses, et à un risque particulier : le risque de radon. Un site publié par le BRGM permet d'évaluer simplement et rapidement les risques d'un bien localisé soit par son adresse soit par le numéro de sa parcelle.

#### Risques naturels
Certaines parties du territoire communal sont susceptibles d'être affectées par le risque d'inondation par débordement de cours d'eau et par une crue à  débordement lent de cours d'eau, notamment La commune a été reconnue en état de catastrophe naturelle au titre des dommages causés par les inondations et coulées de boue survenues en 1982, 1987, 1991, 2002, 2004 et 2008,.

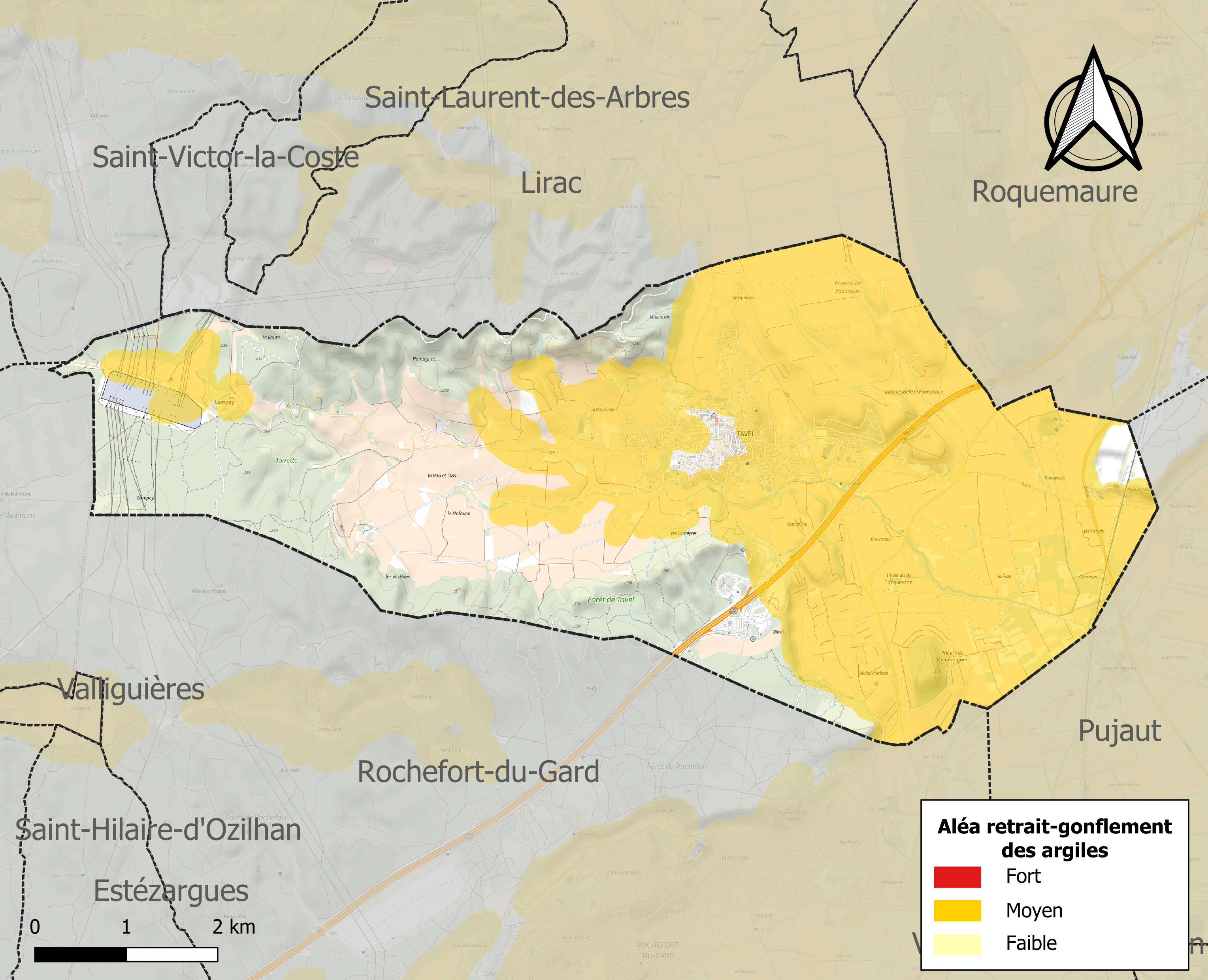
Carte des zones d'aléa retrait-gonflement des sols argileux de Tavel.

La commune est vulnérable au risque de mouvements de terrains constitué principalement du retrait-gonflement des sols argileux. Cet aléa est susceptible d'engendrer des dommages importants aux bâtiments en cas d'alternance de périodes de sécheresse et de pluie. 57,9 % de la superficie communale est en aléa moyen ou fort (67,5 % au niveau départemental et 48,5 % au niveau national). Sur les 833 bâtiments dénombrés sur la commune en 2019, 680 sont en aléa moyen ou fort, soit 82 %, à comparer aux 90 % au niveau départemental et 54 % au niveau national. Une cartographie de l'exposition du territoire national au retrait gonflement des sols argileux est disponible sur le site du BRGM,.
Par ailleurs, afin de mieux appréhender le risque d'affaissement de terrain, l'inventaire national des cavités souterraines permet de localiser celles situées sur la commune.

#### Risques technologiques
Le risque de transport de matières dangereuses sur la commune est lié à sa traversée par des infrastructures routières ou ferroviaires importantes ou la présence d'une canalisation de transport d'hydrocarbures. Un accident se produisant sur de telles infrastructures est en effet susceptible d'avoir des effets graves au bâti ou aux personnes jusqu'à 350 m, selon la nature du matériau transporté. Des dispositions d'urbanisme peuvent être préconisées en conséquence.

#### Risque particulier
Dans plusieurs parties du territoire national, le radon, accumulé dans certains logements ou autres locaux, peut constituer une source significative d'exposition de la population aux rayonnements ionisants. Certaines communes du département sont concernées par le risque radon à un niveau plus ou moins élevé. Selon la classification de 2018, la commune de Tavel est classée en zone 2, à savoir zone à potentiel radon faible mais sur lesquelles des facteurs géologiques particuliers peuvent faciliter le transfert du radon vers les bâtiments.

## Histoire

### Néolithique
Le site du village actuel fut occupé entre le VIe et le IIe millénaire avant notre ère par des chasseurs-cueilleurs installés sur les pentes du plateau de Vallongue.

### Antiquité
- Olivet : des pierres taillées, tuiles, briques, tuyaux d'hypocauste, dolium, amphores et peintures murales, liés à un habitat de type villa, daté du IIIe siècle apr. J.-C.
- Roque Hautes : petite nécropole à incinérations, 50-60 apr. J.-C., bol en céramique sigillée, vases de fantaisie et patères, poterie indigène et lampe et couteau, verrerie, urnes en verre, cistes funéraires.
- Bouvettes : édifice thermal public de 60 m de long, occupé du Ier au IIIe siècle apr. J.-C., trois autels ont été retrouvés sur le site, trois états des thermes ont pu être reconnus.

La colonisation romaine a permis de retrouver les vestiges d'une villa à proximité de la cave coopérative. Les archéologues ont mis au jour des pépins de raisins et des résidus de presse prouvant sa vocation viti-vinicole.

### Moyen Âge
Au XIIe siècle, l'abbaye Saint-André de Villeneuve-lès-Avignon y possédait l'église paroissiale Saint-Pierre, et en percevait les revenus.
Le château de Trinquevedel appartint à différentes familles nobles jusqu'à la Révolution.
- Milcianus fiscus, 896 (Gallia Christiana VI, instruments Col. 293).
- Villa de Tavellis, 1294 (Ménard I, preuves, page 114, colonne 2).
- Turris de Tavellis, 1294 (Ménard I, preuves, page 114, colonne 2).
- Ppedagium de Tavellis, 1294 (Ménard I, preuves, page 114, colonne 2).
- Tavelli, 1384 (dénombrement de la sénéchaussée).
- Tavels, 1550 (archives départementales du Gard C. 1327).
- Le prieuré de Tavel, 1620 (insinuations ecclésiastique du diocèse d'Uzès).
- La communauté de Tavel, 1633 (archives départementales du Gard C. 1296).
- Saint-Ferréol-de-Tavels (Eugène Trenquier, Notes sur quelques localités du Gard).

## Politique et administration
| Période                                  | Période                     | Identité      | Étiquette | Qualité    |
| ---------------------------------------- | --------------------------- | ------------- | --------- | ---------- |
| Les données manquantes sont à compléter. |                             |               |           |            |
| mars 2008                                | mars 2014                   | Jean Théron   | PS        |            |
| mars 2014                                | En cours (au 30 avril 2014) | Claude Philip | DVG       | Commerçant |

## Démographie
L'évolution du nombre d'habitants est connue à travers les recensements de la population effectués dans la commune depuis 1793. Pour les communes de moins de 10 000 habitants, une enquête de recensement portant sur toute la population est réalisée tous les cinq ans, les populations de référence des années intermédiaires étant quant à elles estimées par interpolation ou extrapolation. Pour la commune, le premier recensement exhaustif entrant dans le cadre du nouveau dispositif a été réalisé en 2006.

En 2022, la commune comptait 2 032 habitants, en évolution de +3,57 % par rapport à 2016 (Gard : +2,97 %, France hors Mayotte : +2,11 %).
| 1793 | 1800 | 1806 | 1821 | 1831  | 1836  | 1841  | 1846  | 1851  |
| ---- | ---- | ---- | ---- | ----- | ----- | ----- | ----- | ----- |
| 800  | 791  | 836  | 938  | 1 030 | 1 096 | 1 109 | 1 191 | 1 171 |

| 1856  | 1861  | 1866  | 1872  | 1876  | 1881  | 1886  | 1891  | 1896 |
| ----- | ----- | ----- | ----- | ----- | ----- | ----- | ----- | ---- |
| 1 224 | 1 314 | 1 292 | 1 244 | 1 187 | 1 160 | 1 333 | 1 090 | 961  |

| 1901 | 1906 | 1911 | 1921 | 1926 | 1931 | 1936 | 1946 | 1954 |
| ---- | ---- | ---- | ---- | ---- | ---- | ---- | ---- | ---- |
| 950  | 841  | 786  | 701  | 639  | 611  | 650  | 667  | 679  |

| 1962 | 1968 | 1975  | 1982  | 1990  | 1999  | 2006  | 2011  | 2016  |
| ---- | ---- | ----- | ----- | ----- | ----- | ----- | ----- | ----- |
| 884  | 965  | 1 161 | 1 383 | 1 439 | 1 529 | 1 688 | 1 834 | 1 962 |

| 2021  | 2022  | - | - | - | - | - | - | - |
| ----- | ----- | - | - | - | - | - | - | - |
| 2 031 | 2 032 | - | - | - | - | - | - | - |

## Économie

### Revenus
En 2018  (données Insee publiées en septembre 2021), la commune compte 839 ménages fiscaux, regroupant 1 992 personnes. La médiane du revenu disponible par unité de consommation est de 22 300 € (20 020 € dans le département).

### Emploi
|                | 2008   | 2013  | 2018  |
| -------------- | ------ | ----- | ----- |
| Commune        | 8,2 %  | 7,6 % | 8,3 % |
| Département    | 10,6 % | 12 %  | 12 %  |
| France entière | 8,3 %  | 10 %  | 10 %  |

En 2018, la population âgée de 15 à 64 ans s'élève à 1 291 personnes, parmi lesquelles on compte 78,3 % d'actifs (70 % ayant un emploi et 8,3 % de chômeurs) et 21,7 % d'inactifs,. Depuis 2008, le taux de chômage communal (au sens du recensement) des 15-64 ans est inférieur à celui de la France et du département.
La commune fait partie de la couronne de l'aire d'attraction d'Avignon, du fait qu'au moins 15 % des actifs travaillent dans le pôle,. Elle compte 498 emplois en 2018, contre 513 en 2013 et 554 en 2008. Le nombre d'actifs ayant un emploi résidant dans la commune est de 920, soit un indicateur de concentration d'emploi de 54,1 % et un taux d'activité parmi les 15 ans ou plus de 63,1 %.
Sur ces 920 actifs de 15 ans ou plus ayant un emploi, 293 travaillent dans la commune, soit 32 % des habitants. Pour se rendre au travail, 85,4 % des habitants utilisent un véhicule personnel ou de fonction à quatre roues, 1,9 % les transports en commun, 7,2 % s'y rendent en deux-roues, à vélo ou à pied et 5,5 % n'ont pas besoin de transport (travail au domicile).

### Activités hors agriculture

#### Secteurs d'activités
178 établissements sont implantés  à Tavel au 31 décembre 2019. Le tableau ci-dessous en détaille le nombre par secteur d'activité et compare les ratios avec ceux du département,.
| Secteur d'activité                                                                                        | Commune | Commune | Département |
| Secteur d'activité                                                                                        | Nombre  | %       | %           |
| --- | ------- | ------- | ----------- |
| Ensemble                                                                                                  | 178     | 100 %   | (100 %)     |
| Industrie manufacturière, industries extractives et autres                                                | 22      | 12,4 %  | (7,9 %)     |
| Construction                                                                                              | 28      | 15,7 %  | (15,5 %)    |
| Commerce de gros et de détail, transports, hébergement et restauration                                    | 56      | 31,5 %  | (30 %)      |
| Information et communication                                                                              | 3       | 1,7 %   | (2,2 %)     |
| Activités financières et d'assurance                                                                      | 5       | 2,8 %   | (3 %)       |
| Activités immobilières                                                                                    | 10      | 5,6 %   | (4,1 %)     |
| Activités spécialisées, scientifiques et techniques et activités de services administratifs et de soutien | 21      | 11,8 %  | (14,9 %)    |
| Administration publique, enseignement, santé humaine et action sociale                                    | 18      | 10,1 %  | (13,5 %)    |
| Autres activités de services                                                                              | 15      | 8,4 %   | (8,8 %)     |

Le secteur du commerce de gros et de détail, des transports, de l'hébergement et de la restauration est prépondérant sur la commune puisqu'il représente 31,5 % du nombre total d'établissements de la commune (56 sur les 178 entreprises implantées  à Tavel), contre 30 % au niveau départemental.

#### Entreprises et commerces
Les cinq entreprises ayant leur siège social sur le territoire communal qui génèrent le plus de chiffre d'affaires en 2020 sont : 
- Vins De Terroirs Selections, commerce de gros (commerce interentreprises) de boissons (947 k€) ;
- 2B Paysagiste, services d'aménagement paysager (112 k€) ;
- SARL Des Muretins, culture de la vigne (94 k€) ;
- Kpgi, gestion de fonds (12 k€) ;
- Insight Enseignement Formations & Therapies, formation continue d'adultes (8 k€).

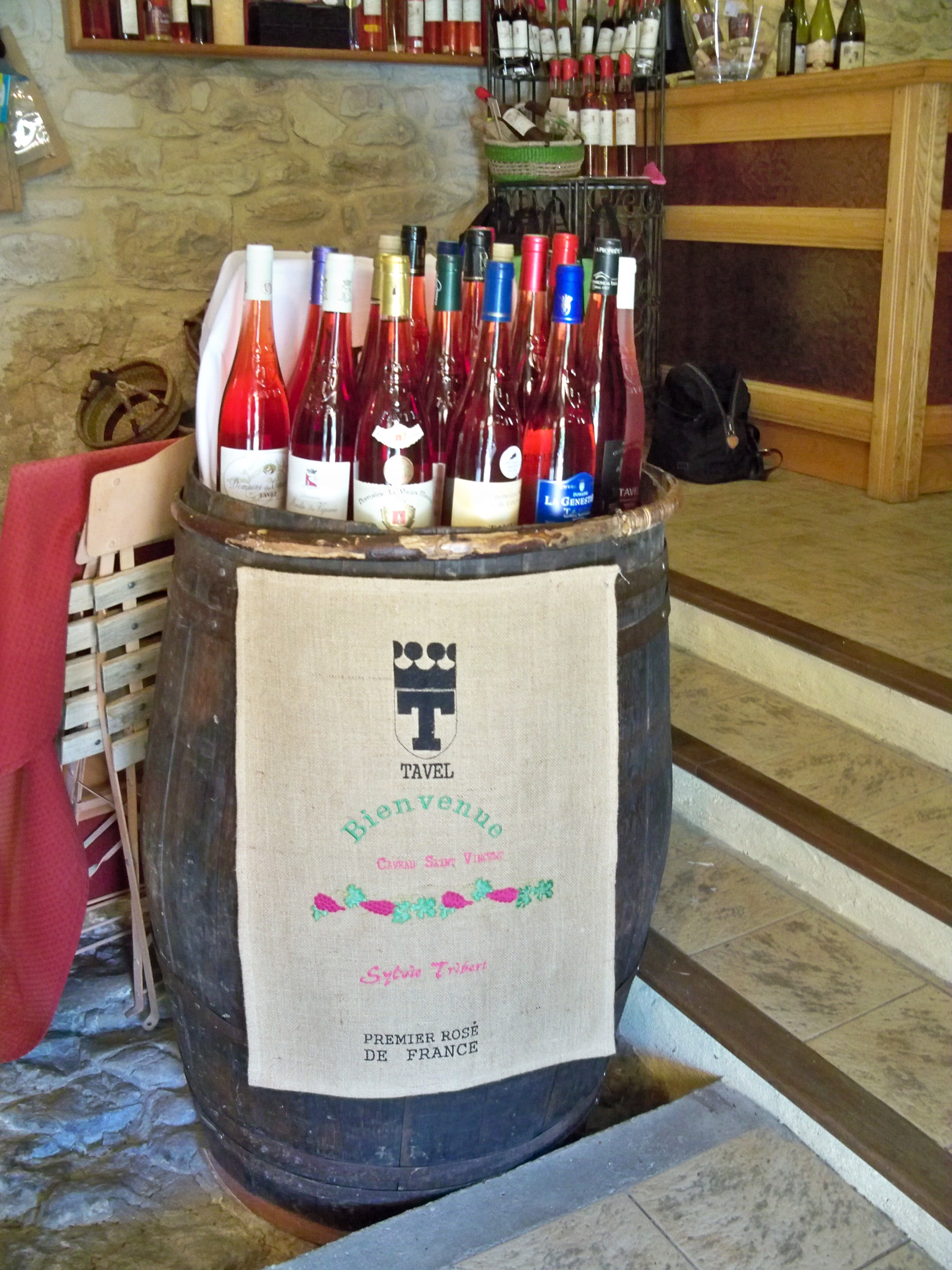
Gamme de vins de Tavel.

### Agriculture
La commune est dans la vallée du Rhône, une petite région agricole occupant la frange est du département du Gard. En 2020, l'orientation technico-économique de l'agriculture  sur la commune est la viticulture. 
|               | 1988  | 2000  | 2010  | 2020  |
| ------------- | ----- | ----- | ----- | ----- |
| Exploitations | 79    | 87    | 83    | 75    |
| SAU (ha)      | 1 356 | 1 691 | 1 550 | 1 439 |

Le nombre d'exploitations agricoles en activité et ayant leur siège dans la commune est passé de 79 lors du recensement agricole de 1988  à 87 en 2000 puis à 83 en 2010 et enfin à 75 en 2020, soit une augmentation de 5 % en 32 ans. Le même mouvement est observé à l'échelle du département qui a perdu pendant cette période 61 % de ses exploitations,. La surface agricole utilisée sur la commune a quant à elle augmenté, passant de 1 356 ha en 1988 à 1 439 ha en 2020. Parallèlement la surface agricole utilisée moyenne par exploitation a augmenté, passant de 17 à 19 ha.

#### Viticulture

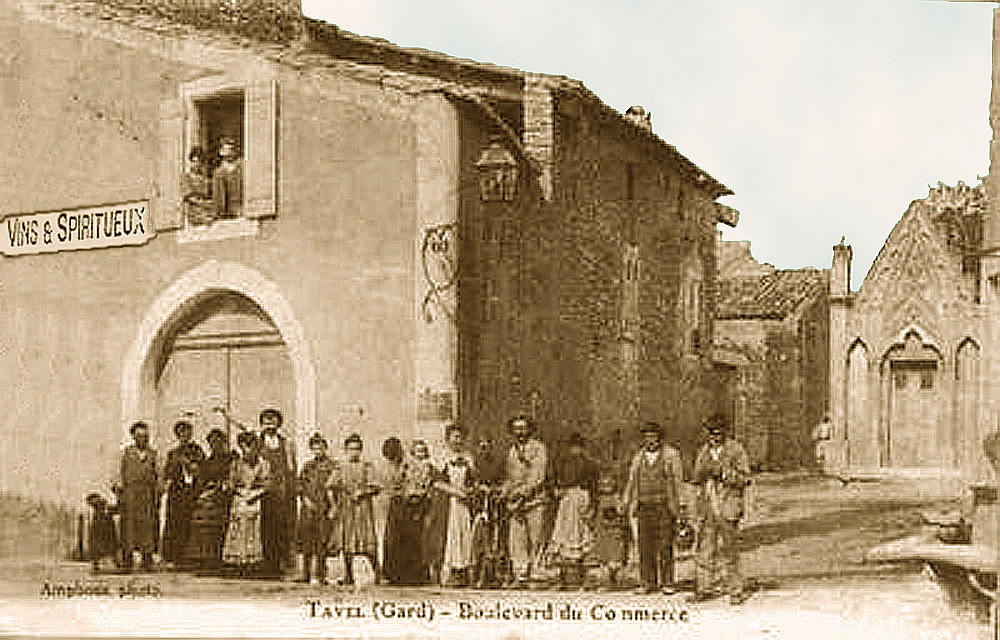
Entrepôt de vins et spiritueux à Tavel au début du XXe siècle.

En 1902, les producteurs de vins de Tavel formèrent un syndicat de propriétaires-viticulteurs. Son premier président fut M. Tourtin, du prieuré de Montézargues. Pour faire connaître et apprécier leurs vins rosés, les membres participèrent à différentes expositions nationales et internationales dont celles de Lyon, Marseille, Strasbourg et Liège.

En 1927, au cours du mois de novembre et à l'incitation du baron Pierre Le Roy de Boiseaumarié, Aimé Roudil, président du syndicat, et quarante producteurs de Tavel engagèrent une action en justice auprès du tribunal civil du Gard afin de définir l'aire de production. Le jugement fut rendu le 28 janvier 1928 mais il fallut attendre le 17 mai 1936 pour la parution du décret au Journal officiel et sa confirmation par le décret du 19 novembre 1937. 

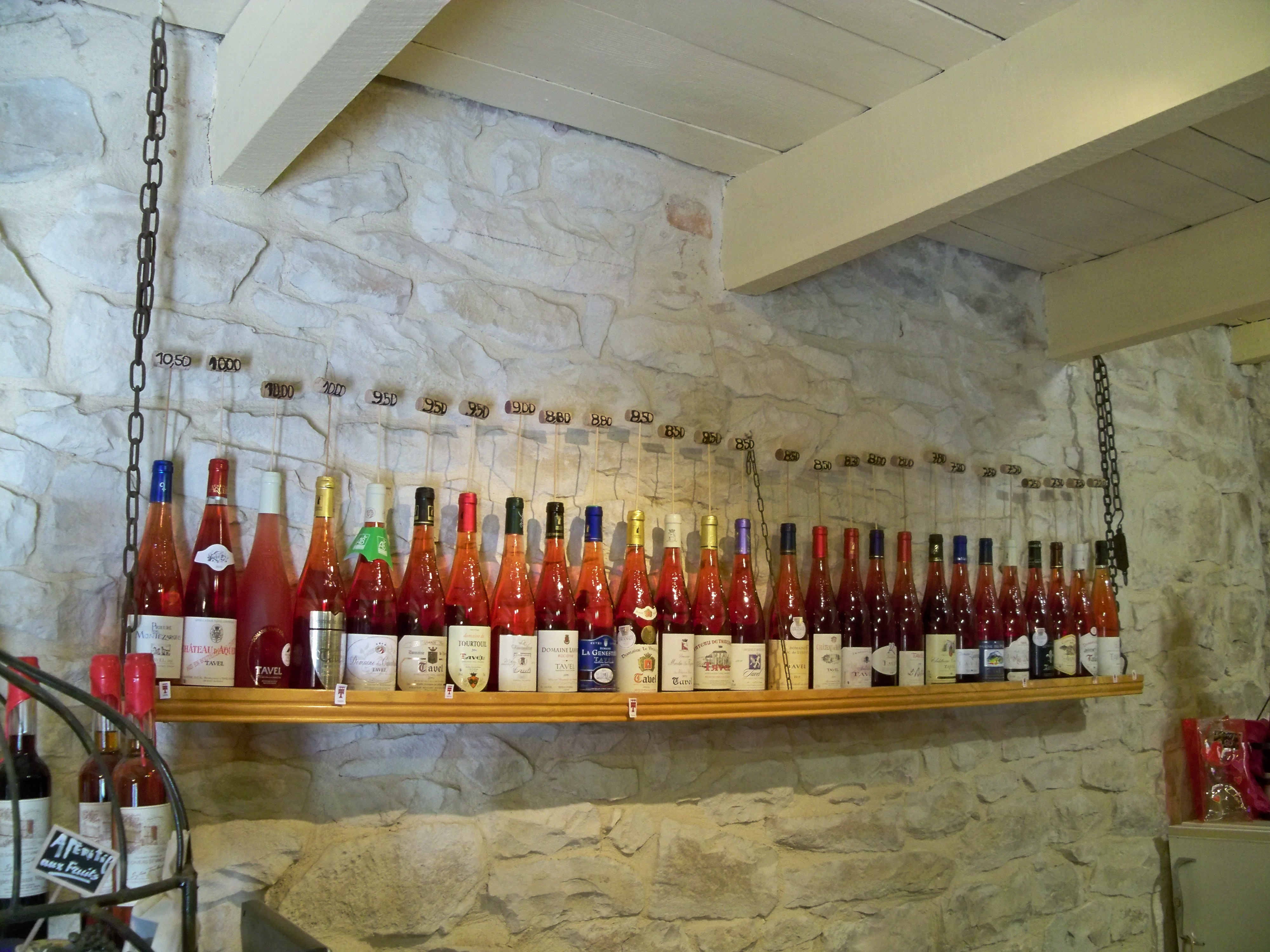
Les tavels du caveau Saint-Vincent.

Le Tavel (AOC) est souvent appelé 1er rosé de France, avec de nombreux hectares de vigne  et des caves connues, privées comme publiques ex:la cave coopérative. Chaque année un concours est organisé pour savoir quelle est la cave qui fait le meilleur vin. En 2006, c'est la cave Canto Perdrix qui l'a gagné. Cette cave existe depuis la fondation du village. C'est la famille Mejan qui s'en occupe aujourd'hui.

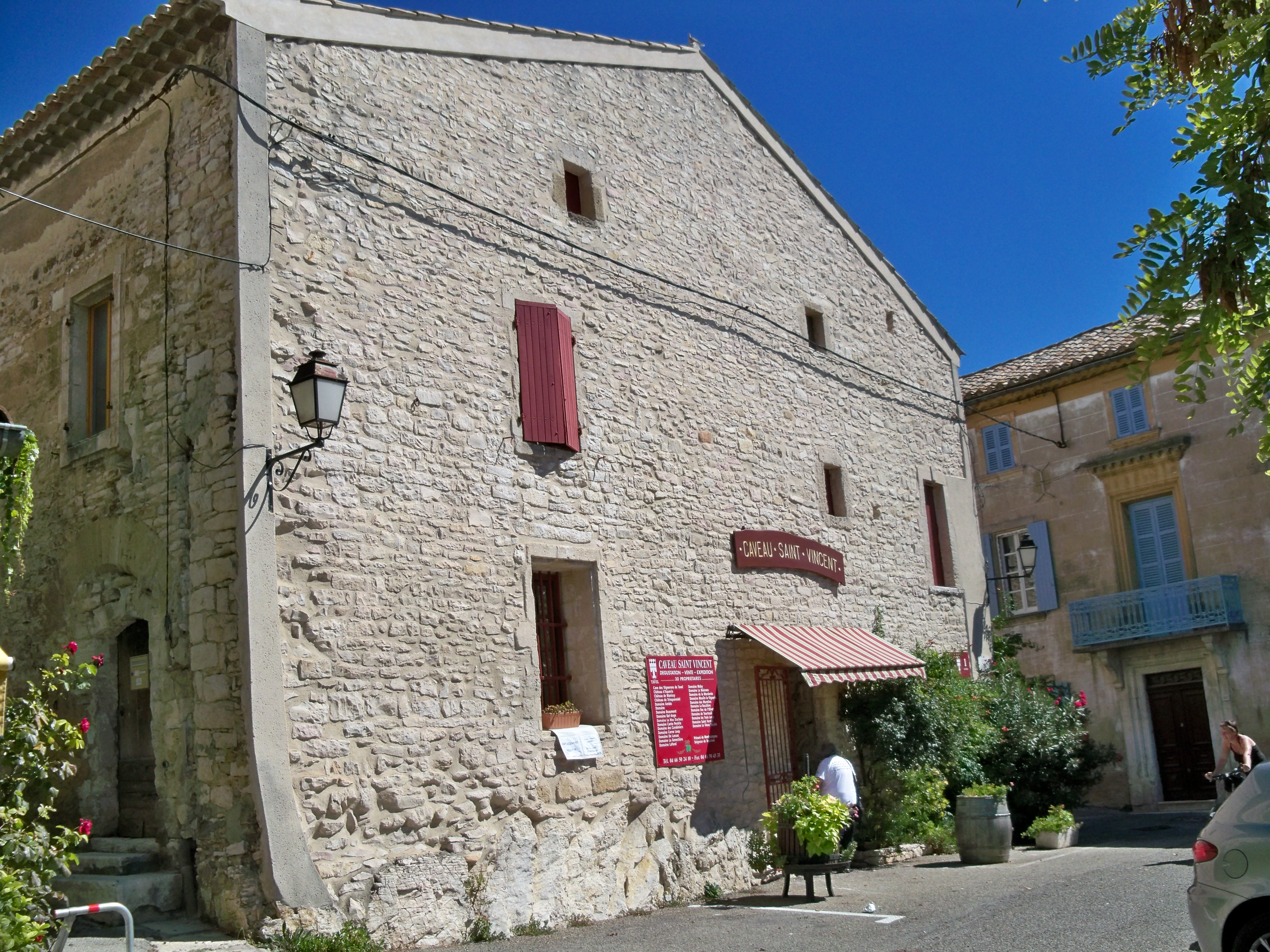
Le caveau Saint-Vincent.

Dans le village, le Caveau Saint-Vincent a été le premier caveau généraliste créé en Côtes du Rhône gardoises en 1985 ; il regroupe la production des vingt-sept caves vigneronnes de Tavel et commercialise une soixantaine de vins différents de la gamme des AOC de la vallée du Rhône méridionale dont des lirac, châteauneuf-du-pape, gigondas, vacqueyras, côtes-du-rhône, muscat de Beaumes-de-Venise, cartagène et marc de Tavel.

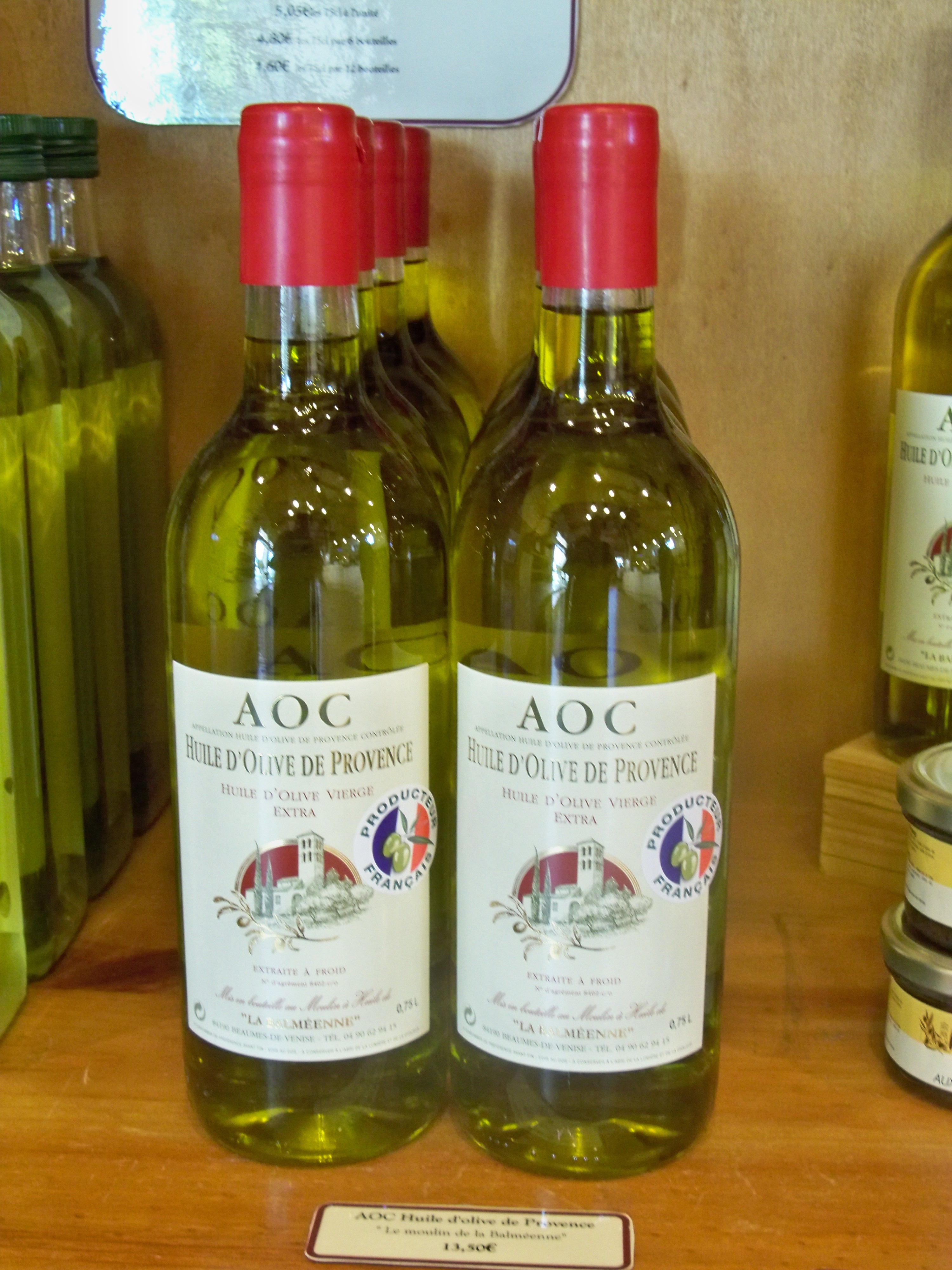
Huile d'olive de Provence AOC (La Balméenne à Beaumes-de-Venise (84)).

#### Huile d'olive de Provence AOC
L'huile d'olive de Provence est protégée par une appellation d'origine contrôlée (AOC) à la suite d'une enquête diligentée par l'INAO, dont les conclusions ont été déposées auprès de la commission le 26 octobre 2006, réunie à Arles. La signature du décret parut au Journal officiel le 14 mars 2007
Pour pouvoir postuler à l'AOC, l'huile d'olive de Provence doit être élaborée à base des variétés aglandau, bouteillan, cayon, salonenque ainsi que celles dénommées localement brun, cayet, petit ribier et belgentiéroise. Il faut au moins deux de ces variétés principales présentes au sein de l'oliveraie,.

## Culture locale et patrimoine

### Lieux et monuments

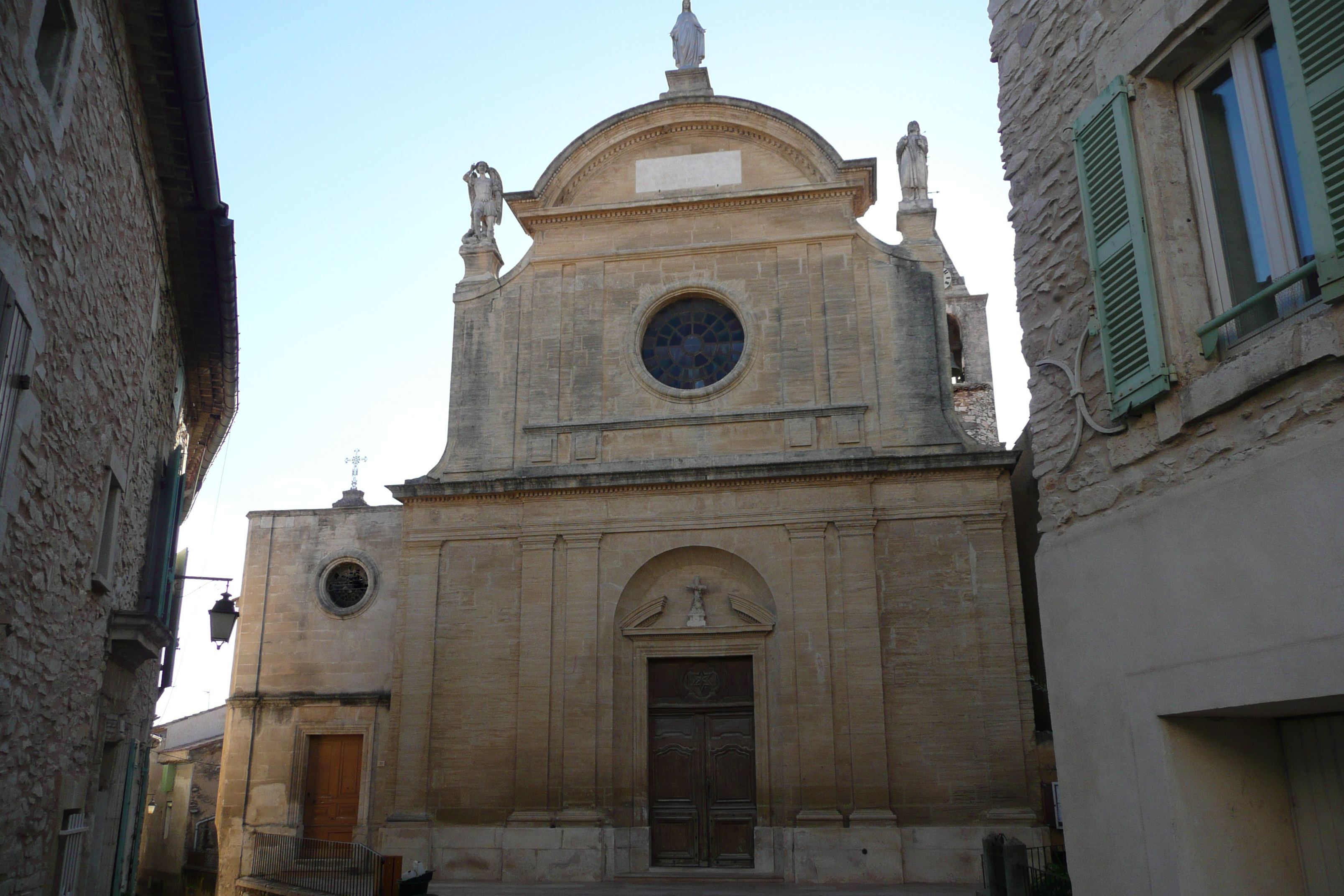
Église Saint-Michel

- Église Saint-Michel de Tavel.
- Chapelle Saint-Ferréol de Tavel.

### Héraldique
| Blason de Tavel | Blason  | Orangé au chef fuselé de sinople et d'or.        |
| Blason de Tavel | Détails | Le statut officiel du blason reste à déterminer. |